# Plastician
Ne doit pas être confondu avec Plastikman.
Chris Reed, connu sous le pseudonyme Plastician (anciennement Plasticman), est un DJ et compositeur de grime et de dubstep  né à Thornton Heath.

## Biographie
Plastician a joué un rôle important dans la popularisation de ces genres via sa participation aux compilations Grime éditées par le label Rephlex et au travers de ses émissions sur les radios pirates londoniennes à ses débuts et plus récemment grâce au créneau qu'il anime sur la  BBC Radio 1. Outre des performances en tant que DJ dans le monde entier, Plastician a sorti des disques sur des labels tels que Rephlex Records, Soulja, ROAD, Slimzos, A.R.M.Y. and Southside Dubstars. Son style musical emprunte au grime de l'Est londonien et au dubstep de South London. Plastician dirige aussi son propre label, Terrorythm Recordings. Il est aussi aux manettes de la compilation mixée Cashmere Agency Presents M. Grustle & Tha Russian Dubstep LA Embrace The Renaissance Vol.1 Mixed by Dj Plastician sortie en juin 2009,.

## Controverse autour du pseudonyme Plasticman
Plastician a d'abord été connu sous un autre pseudonyme : Plasticman.  Sa popularité grandissant, il a été menacé de poursuites par l'artiste techno Richie Hawtin dont l'antériorité de l'usage du nom Plastikman était manifeste ; Chris Reed a donc changé Plasticman en Plastician afin d'éviter tout démêlé juridique,